# Comtat d'Huy
El comtat de Huy fou una senyoria feudal del Sacre Imperi formada per un dels quatre pagus en què es va dividir el territori de Condroz (vegeu Comtat de Condroz). Comtes de Huy s'esmenten a la Vita Meingoldi Comitis i a la Gesta Episcoporum Leodiensium, però la primera confon Meingold comte de Huy amb Megingoz comte de Wormsgau a Francònia. Ansfrid III comte de Huy i de Teisterbant que fou bisbe d'Utrecht el 994 era descendent de Carlemany segons la Crònica d'Arent toe Bocop.
El primer comte conegut fou Guillem casat amb Geila, filla d'Alberic esmentat com a dux, de la que segurament derivava el dret. A la mort de Guillem, la vídua Geila es va casar amb Manegold o Meingold que va adquirir els dominis de l'esposa (i abans d'Alberic), consistents en el comtat d'Huy. Geila va tenir un fill Letard, que la Vita Meingoldi fa fill de Guill i la Gesta de Meingold. El comte Meingold no té una ascendència coneguda, però se sap que el seu pare es va casar amb una germana d'Arnulf de Caríntia (després emperador electe el 887). Meingold va morir vers 870. Geila fou la seva segona esposa però la primera no es coneix.
Posteriorment apareix Ansfrid (assenyalat com Ansfrid II) que rebia terres de l'emperador Otó el 7 d'octubre del 950 i a finals del 968. Es diu que posseïa quinze comtats i podria ser potser identificar amb Erenfred fill de Ricfrid o de Eberard comte de Bonngau i ancestre dels palgravis de Lotaríngia. El seu nebot (patern o matern) fou Ansfrid III, comte de Toxàndria. Fou comte de Huy en temps del bisbe Notger de Lieja (vers 972-1007) i comte de Teisterbant. El 5 de juliol de 985 l'emperadriu Teofania, que exercia la tutoria del jove Otó III del Sacre Imperi, cedia el comtat al bisbe Notger de Lieja d'acord amb el comte, i en donar poders seculars al bisbe, aquest va esdevenir doncs príncep-bisbe. Aquesta concessió imperial va ser l'inici del principat de Lieja i li va donar els recursos per a començar la construcció i la fortificació de Lieja. Ansfrid apareix després com a bisbe d'Utrecht el 994 quan encara era comte de Teisterbant; els Annals de Colònia retarden el seu nomenament al 995. Hauria cedit llavors també el comtat de Teisterbant i va morir el 3 de maig de 1010. La seva filla Benedicta fou abadessa de Thorn.

## Llista de comtes
- Geila vers 850-870
- Guillem (primer marit) vers 850
- Meingold (segon marit) mort vers 870
- Desconeguts 870-950
- Ansfrid II 950-970
- Ansfrid III 970-985, comte de Teitersbant vers 970-995, bisbe d'Utrecht 994 o 995-1010